# Margit Paar
Margit Paar es una deportista alemana que compitió para la RFA en luge en la modalidad individual. Ganó una medalla de plata en el Campeonato Europeo de Luge de 1990, en la prueba por equipo.

## Palmarés internacional
| Campeonato Europeo | Campeonato Europeo | Campeonato Europeo | Campeonato Europeo |
| Año                | Lugar              | Medalla            | Prueba             |
| ------------------ | ------------------ | ------------------ | ------------------ |
| 1990               | Igls (Austria)     | Medalla de plata   | Equipo             |